# Moradabad (Division)
Moradabad ist eine Division des indischen Bundesstaates Uttar Pradesh. Die namensgebende Stadt Moradabad ist der Verwaltungssitz der Division. Derzeit besteht sie aus den Distrikten Moradabad, Bijnor, Rampur, Amroha und Sambhal.

Division Moradabad

Koordinaten: 28° 50′ N, 78° 46′ O